# Jakciîk, Haivoron
Jakciîk (în ucraineană Жакчик) este o comună în raionul Haivoron, regiunea Kirovohrad, Ucraina, formată numai din satul de reședință.

## Demografie
Componența lingvistică a comunei Jakciîk
     Ucraineană (97,3%)
     Rusă (2,46%)
     Alte limbi (0,25%)
Conform recensământului din 2001, majoritatea populației comunei Jakciîk era vorbitoare de ucraineană (97,3%), existând în minoritate și vorbitori de rusă (2,46%).